# ジャン＝ジョエル・ペリエ＝ドゥンベ
ジャン＝ジョエル・ペリエ＝ドゥンベ（Jean-Joël Perrier-Doumbé、1978年9月27日 - ）は、フランス・パリ出身の元カメルーン代表サッカー選手。現役時代のポジションはDF（右サイドバック）。

## 経歴
カメルーン代表として2003年のFIFAコンフェデレーションズカップに出場した。
2008-09シーズン限りでスコティッシュ・プレミアリーグのセルティックFCを退団し、2009年10月7日にリーグ・アンのトゥールーズFCと2年契約を結んだ。

## タイトル
オセール
- クープ・ドゥ・フランス : 2003

セルティック
- スコティッシュ・プレミアリーグ : 2006-07, 2007-08
- スコティッシュカップ : 2007